# Leendert Krol
Leendert Gerhardus Krol (Tanjung Piandang, Maleisië, 30 november 1939) is een Nederlands voormalig hockeyer.

## Biografie
Krol speelde in de jaren 60 37 interlands voor de Nederlandse hockeyploeg. De aanvaller maakte deel uit van de selecties die deelnamen aan de Olympische Spelen van 1964 (zevende plaats). In de Nederlandse competitie speelde Krol bij Leiden. Zijn positie op het veld was meestal als buitenspeler.
Joost Boks · 
Charles Coster van Voorhout · 
John Elffers · 
Frans Fiolet · 
Jan Piet Fokker · 
Jan van Gooswilligen · 
Francis van 't Hooft · 
Arie de Keyzer · 
Leendert Krol · 
Jaap Leemhuis · 
Chris Mijnarends · 
Erik van Rossem · 
Nico Spits · 
Theo Terlingen · 
Jan Veentjer · 
Jaap Voigt · 
Theo van Vroonhoven · 
Frank Zweerts ·
Coach: Piet Bromberg